# U-58号潜艇 (1916年)
陛下之58号潜艇是德意志帝国海军建造的一艘潜艇或称U艇。它由不来梅的威悉船厂承建，于1916年5月31日下水，至同年8月9日交付使用。U-58号是在第一次世界大战期间服役的329艘德国潜艇之一，曾参加过大西洋潜艇战。在其八次巡逻中，共击沉20艘协约国或中立国商船以及1艘协约国辅助军舰，容积总吨为30906吨。在1917年11月17日行动中，U-58号遭美国海军驱逐舰范宁号击伤，随后自行凿沉，共造成2名船员阵亡，其余36人被俘。

## 设计
作为战时动员型潜艇的组成部分，U-57至U-59号批次的技术参数与早前但泽帝国船厂生产的U-51至U-56号大致相同，但在长度和排水量上有所提高。U-58号的全长为67米；舷宽6.32米，当中的耐压壳体宽为4.05米；有3.79米的吃水深度。艇只的水上排水量为786吨，水下为954吨。
艇只搭载有可在水上使用的两台猛狮六缸四冲程柴油发动机，总功率为1,800匹公制馬力（1,324千瓦特）；以及可在水下使用的西门子-舒克特双电动发电机，总功率为1,200匹公制馬力（883千瓦特）。这些发动机用以驱动双轴、每根轴各一个的直径1.6米长螺旋桨，从而使艇只在水上的最高速度达14.7節（27.2每小時），在水下的最高航速为每小时8.4節（15.6每小時），均较前一批次有所下降。U-58号可以8節（15每小時）的速度在水上巡航10,500海里（19,400），或以5節（9.3每小時）的速度在水下巡航55海里（102）。它的潜航深度为50米。
U-58号装备了四具直径为500毫米的鱼雷发射管，其中艏、艉各两具，并可携带合共八枚G6型鱼雷。辅助武器为两门88毫米30倍径速射炮，其中一门于1916年至1917年间被替换为105毫米45倍径速射炮。其标准船员编制为4名军官和32名水兵。

## 历史
U-58号是由德意志帝国海军于1914年10月6日向不来梅的威悉船厂订购。它自1915年6月8日开始铺设龙骨，1916年5月31日下水，至同年8月9日在首任艇长、海军上尉库尔特·维佩恩的指挥下正式正式入役，并被编入驻黑尔戈兰岛的第二潜艇区舰队。在他之后，彼得·赫尔曼上尉（1917年6月4日－26日）、卡尔·舍布上尉（1917年6月27日－10月30日）和古斯塔夫·安贝格上尉（1917年10月31日－11月17日）也曾相继担任U-58号艇长。
第一次世界大战期间，U-58号跟随第二区舰队在北海和北大西洋东部进行过八次巡逻，共击沉20艘协约国或中立国商船以及1艘协约国辅助军舰，容积总吨为30906吨。其中包括大量的北欧帆船。被U-58号击沉的最大船只是容积总吨为4398吨的英国零担货轮德罗莫尔号（Dromore）。后者于1917年4月27日从利物浦前往巴尔的摩的途中遭到袭击，在距离托里岛西北约140海里（260）处沉没，但并未造成人员伤亡。
在1917年11月17日行动中，为商船提供护航任务的美国海军驱逐舰范宁号在米尔福德港西南方向、即布里斯托尔湾的入口处（一说在科克港以南方向），发现了正在巡逻的U-58号的潜望镜。驱逐舰随即向水下的潜艇投掷深水炸弹。其中一枚炸弹击伤了U-58号的水平舵，使艇只无法操纵。但时任艇长安贝格上尉仍然设法以可控的方式浮出水面，并命其船员举起双手来到潜艇的上甲板。然而，有两名船员仍然留在舱内，他们负责开启通海阀来自沉，从而确保潜艇不会落入敌手。由于海水迅速灌入及沉没，这两名船员未能及时离开U-58号，因此丧生。其余36名帝国海军官兵则被敌舰救起，成为战俘。U-58号的沉没地点大致位于51°32′N 5°21′W / 51.533°N 5.350°W处（一说大致位于51°37′N 8°12′W / 51.617°N 8.200°W处）。

## 袭击历史摘要
| 日期           | 船名                  | 船籍         | 吨位 | 结局 |
| -------------- | --------------------- | ------------ | ---- | ---- |
| 1916年10月27日 | 埃伦号                | 瑞典         | 140  | 击沉 |
| 1916年12月4日  | 森塔号                | 瑞典         | 1024 | 击沉 |
| 1916年12月5日  | 斯德丁号              | 挪威         | 412  | 击沉 |
| 1917年3月1日   | 诺尔玛号              | 挪威         | 850  | 击沉 |
| 1917年4月25日  | 哈维拉号              | 丹麦         | 1421 | 击沉 |
| 1917年4月25日  | 霍索恩班克号          | 丹麦         | 1369 | 击沉 |
| 1917年4月25日  | 索科托号              | 丹麦         | 2259 | 击沉 |
| 1917年4月27日  | 德罗莫尔号            | 英国         | 4398 | 击沉 |
| 1917年4月27日  | 朗福号                | 挪威         | 1097 | 击沉 |
| 1917年4月28日  | 布尔茅斯号            | 英国         | 4018 | 击沉 |
| 1917年5月2日   | 酒膜号                | 英国         | 1462 | 击沉 |
| 1917年5月2日   | 狄俄涅号              | 挪威         | 785  | 击沉 |
| 1917年5月2日   | 万都亚拉号            | 挪威         | 2079 | 击沉 |
| 1917年5月5日   | 阿斯拉号              | 挪威         | 1975 | 击沉 |
| 1917年6月18日  | 贝加号                | 英國皇家海軍 | 318  | 击沉 |
| 1917年6月19日  | 伊维图特号            | 丹麦         | 456  | 击沉 |
| 1917年7月6日   | 马达号                | 丹麦         | 63   | 击沉 |
| 1917年7月8日   | 菲奥雷拉              | 挪威         | 1168 | 击沉 |
| 1917年7月13日  | 查理劳斯·特里库皮斯号 | 希腊         | 2475 | 击沉 |
| 1917年7月21日  | 拉米伊号              | 英国         | 2935 | 击沉 |
| 1917年11月14日 | 多莉瓦登号            | 英国         | 202  | 击沉 |

## 脚注
1. ↑  Gröner，第8–10頁.
2. 1 2  Helgason, Guðmundur. . German and Austrian U-boats of World War I - Kaiserliche Marine - Uboat.net.   [12 January 2015].
3. 1 2  Helgason, Guðmundur. . German and Austrian U-boats of World War I - Kaiserliche Marine - Uboat.net.   [12 January 2015].
4. 1 2  Helgason, Guðmundur. . German and Austrian U-boats of World War I - Kaiserliche Marine - Uboat.net.   [12 January 2015].
5. 1 2  Helgason, Guðmundur. . German and Austrian U-boats of World War I - Kaiserliche Marine - Uboat.net.   [12 January 2015].
6. 1 2 3  陈进，第71頁.
7. ↑  Herzog，第48頁.
8. ↑  Herzog，第68頁.
9. ↑  Helgason, Guðmundur. . German and Austrian U-boats of World War I - Kaiserliche Marine - Uboat.net.   [2021-09-08].
10. 1 2  Helgason, Guðmundur. . German and Austrian U-boats of World War I - Kaiserliche Marine - Uboat.net.   [2023-09-10].
11. ↑  Herzog，第90頁.
12. ↑  Kemp，第38頁.
13. ↑  Helgason, Guðmundur. . German and Austrian U-boats of World War I - Kaiserliche Marine - Uboat.net.   [12 January 2015].